# Nathanael Busch

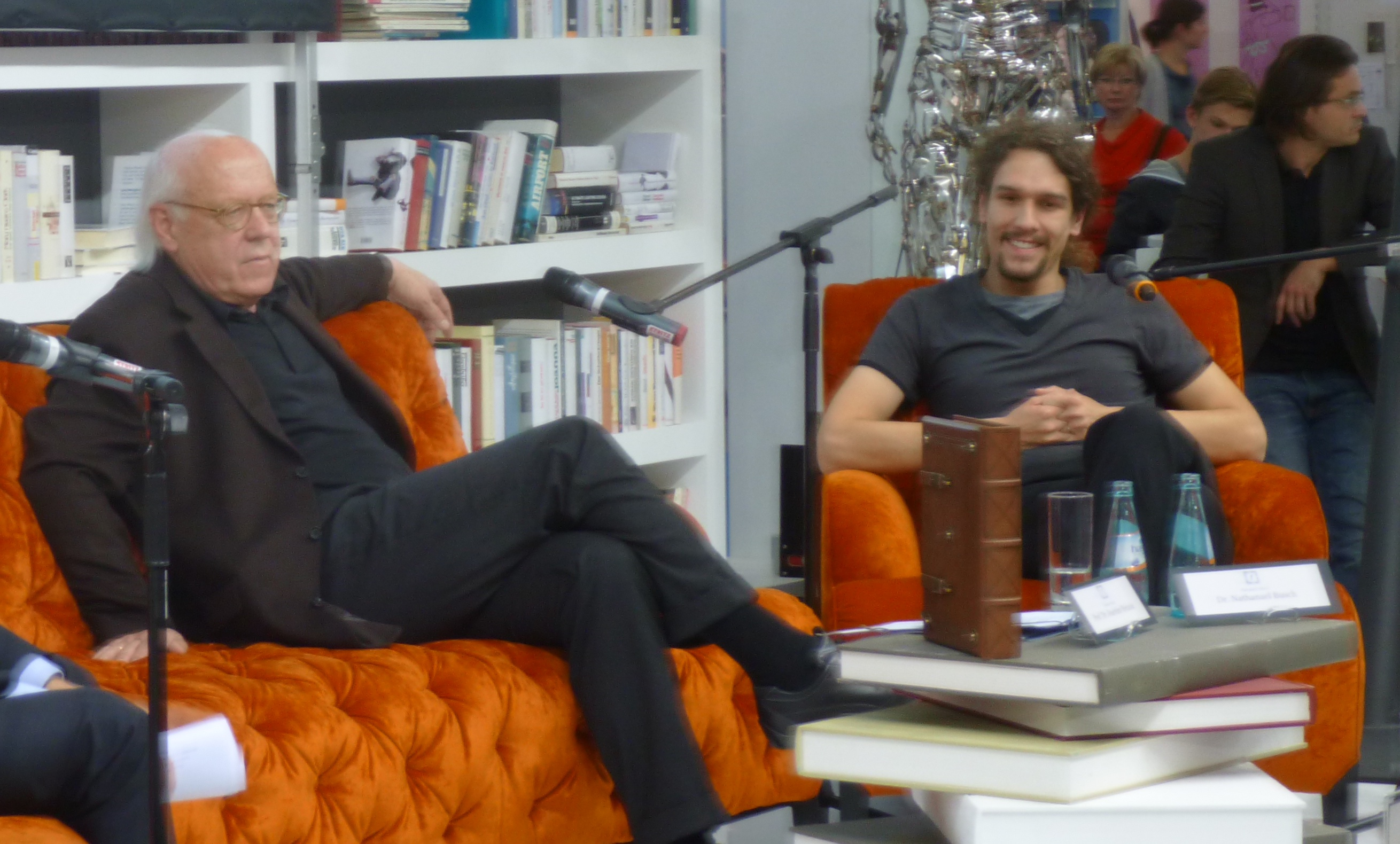
Literaturhistoriker Joachim Heinzle und Nathanael Busch im öffentlichen Dialog auf der Frankfurter Buchmesse 2012

Nathanael Busch (* 1978) ist ein deutscher germanistischer Mediävist.  

## Leben
Von 1997 bis 2004 absolvierte er ein Magister-Studium (Germanistik, Musikwissenschaft, Lateinische Philologie des Mittelalters) an den Universitäten Göttingen, Bern, Neuchâtel und Marburg. Nach der Promotion 2009 an der Universität Marburg und der Habilitation 2017 an der Universität Siegen ist er seit 2019 Professor für Ältere deutsche Literatur an der Universität Marburg.
Seine Forschungsschwerpunkte sind Geschichte der deutschen Literatur im Mittelalter (Artusroman / Frühmittelalter), Philologie (Edition / Überlieferung) und Mittelalterrezeption (Nibelungen / Fantasy).